# Cypoides chinensis
Espèce
Cypoides chinensis est une espèce d'insectes lépidoptères de la famille des Sphingidae, de la sous-famille des Smerinthinae, de la tribu des Smerinthini et du genre Cypoides. 

## Distribution et habitat
Distribution
Il est connu dans le Sud de la Chine, à Taiwan, au sud des montagnes du Nord du Vietnam et du Nord-Est de la Thaïlande.

## Description
Ces papillons de petite taille ont une envergure de 38- 43 mm. L'espèce ressemble à Cypa decolor, mais les ailes antérieures sont plus larges et l'aile postérieure a une face dorsale plus rousse et plus brillante.

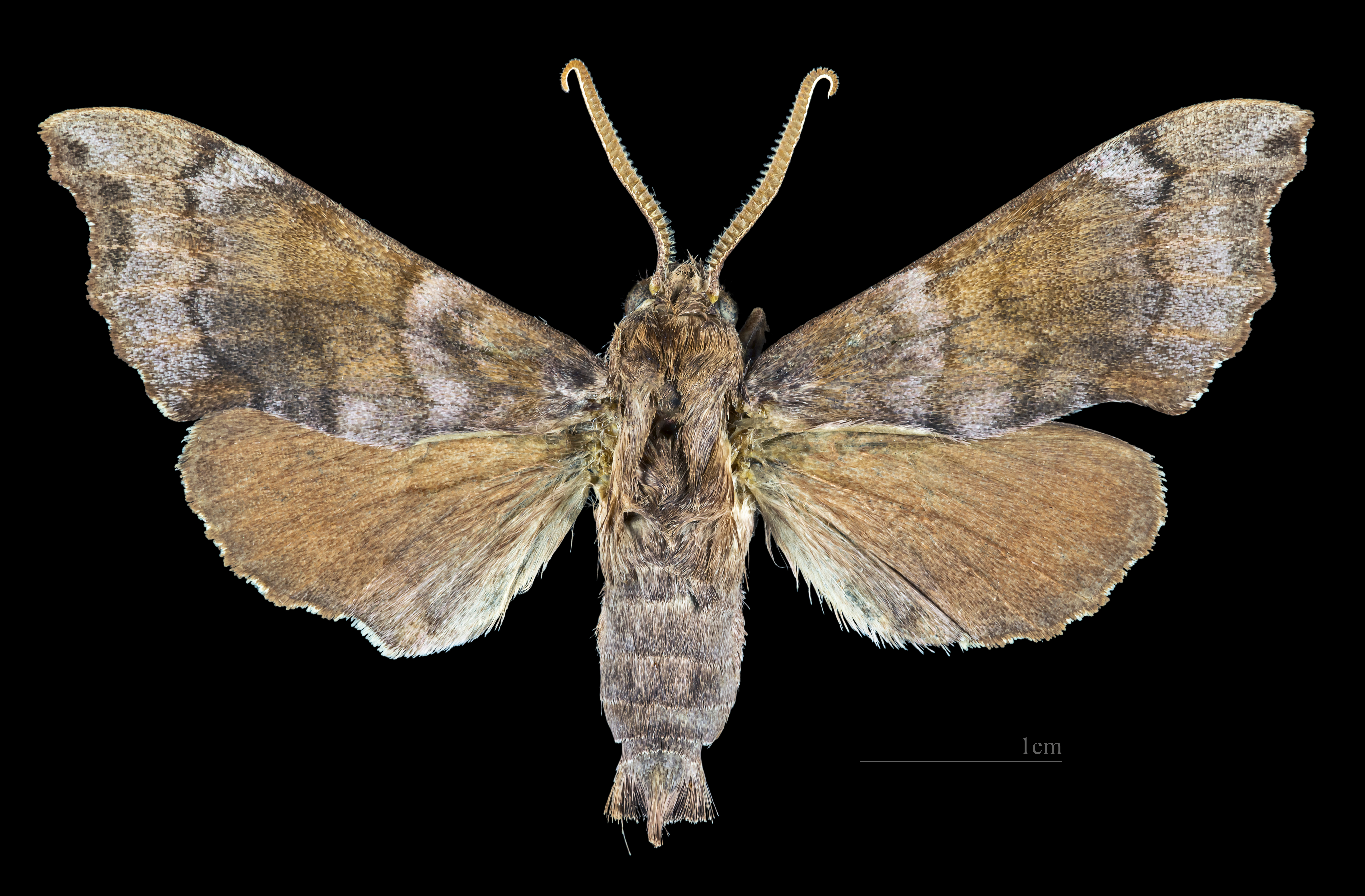
Face dorsale du mâle (coll.MHNT)
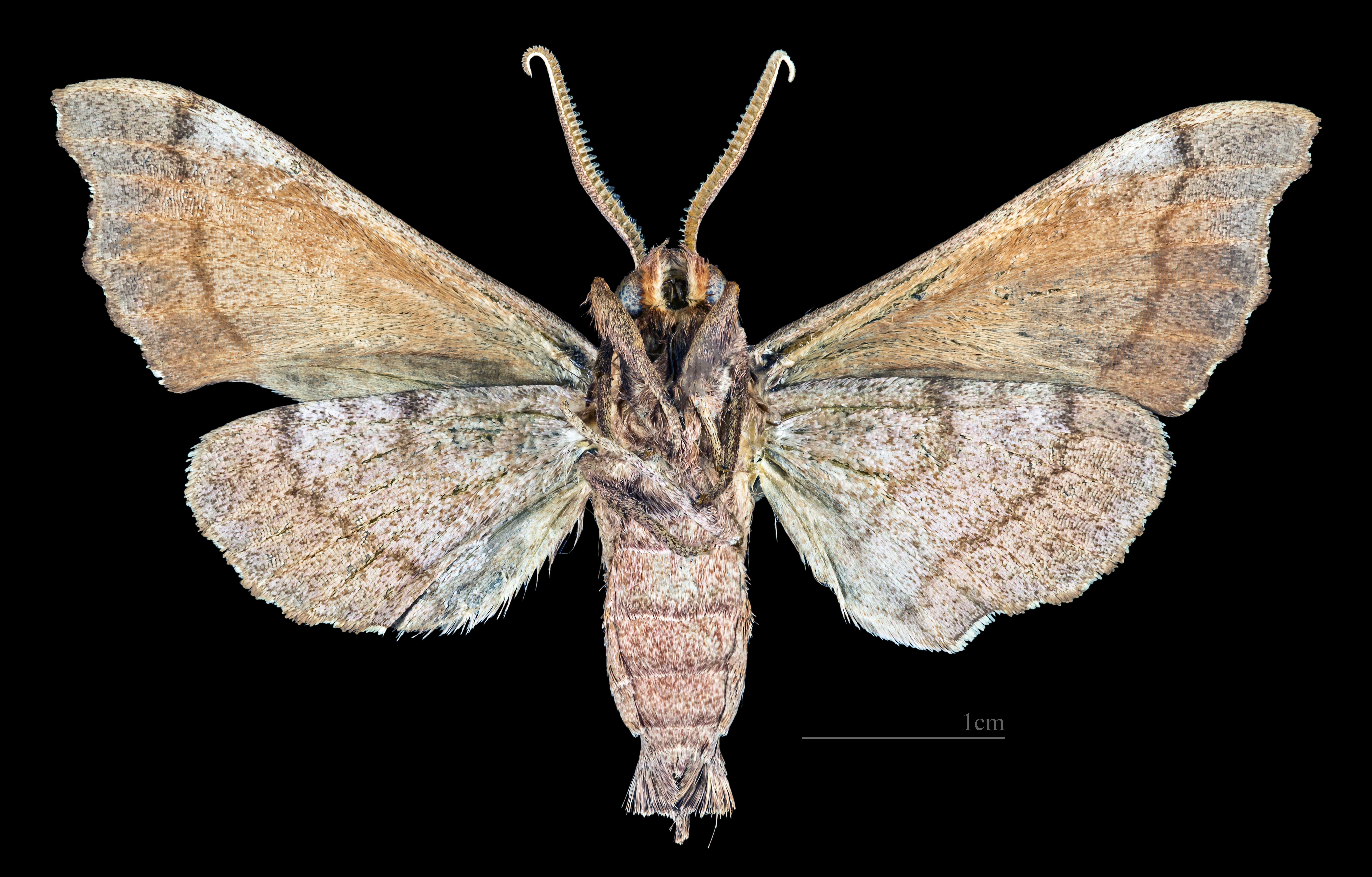
Revers du mâle (coll.MHNT)

## Biologie
Il y a une génération par an à Hong Kong avec des adultes qui volent de janvier à mars. Cependant, il semble que certaines années, des adultes apparaissent à nouveau et volent de septembre à octobre. Il y a deux générations par an dans la partie nord de la Chine. En Thaïlande, des adultes ont été observés en juillet et en août pendant la saison des pluies.
Les chenilles ont été observées en train de se nourrir de Liquidambar formosana au Guangdong et à Hong Kong et de Broussonetia papyrifera et du genre Quercus dans d'autres régions de la Chine.

## Systématique
- L'espèce Cypoides chinensis a été décrite par les entomologistes britanniques Lionel Walter Rothschild et Heinrich Ernst Karl Jordan, en 1903.

### Synonymie
- Smerinthulus chinensis Rothschild & Jordan, 1903
- Enpinanga transtriata Chu & Wang, 1980
- Cypa formosana Wileman, 1910
- Amorphulus chinensis fasciata (Mell, 1922)